# Tönneckenkopf
Der Tönneckenkopf ist ein bis 303,2 m ü. NHN hoher Berg bei Göttingerode in Bad Harzburg, Landkreis Goslar. Er ist Bestandteil des Naturschutzgebiets Tönneckenkopf-Röseckenbach.

## Name
Die teilweise auch als Tännchenkopf oder Tönneckenskopf bezeichnete Anhöhe leitet seinen Namen entgegen seiner verhochdeutschten Form nicht von Tannen ab, sondern wurde nach einer niederdeutschen Koseform für den Namen Antonius, Töneke, benannt.

## Vegetation
Der Tönneckenkopf ist ein Muschelkalkhügel, dessen flachgründige, trockene Kuppe und nach Süden exponierte Hangbereiche von Halbtrockenrasen und wärmeliebenden Saumgesellschaften und Gebüschen besiedelt sind. Die nach Norden exponierten Hangbereiche werden von Magerrasen und brach gefallenen Glatthaferwiesen eingenommen. Der Hügel wurde im Rahmen der Umsiedlung einiger Göttingeröder Haushalte teilweise bebaut und war noch um 1976 nur spärlich mit Laubbäumen und -büschen bewachsen, ist heutzutage aber größtenteils bewaldet.